# Gran Premio Industria e Commercio di Prato 1987
Il Gran Premio Industria e Commercio di Prato 1987, quarantaduesima edizione della corsa, si svolse il 28 marzo 1987 su un percorso di 220 km, con arrivo a Prato. Fu vinto dall'italiano Daniele Caroli della Ecoflam-BFB-Alfa Lum davanti ai suoi connazionali Marco Giuseppe Tabai e Angelo Canzonieri.

## Ordine d'arrivo (Top 10)
| Pos. | Corridore            | Squadra                              | Tempo    |
| ---- | -------------------- | ------------------------------------ | -------- |
| 1    | Daniele Caroli       | Ecoflam-BFB-Alfa Lum                 | 5h39'00" |
| 2    | Marco Giuseppe Tabai | Remac-Fanini                         |          |
| 3    | Angelo Canzonieri    | Magniflex-Centroscarpa               |          |
| 4    | Edoardo Rocchi       | Selca-Thermomec                      |          |
| 5    | Jean-Marie Grezet    | Paini-Bottecchia-Sidi                |          |
| 6    | Marino Amadori       | Ecoflam-BFB-Alfa Lum                 |          |
| 7    | Flavio Chesini       | Magniflex-Centroscarpa               |          |
| 8    | Pierino Gavazzi      | Remac-Fanini                         |          |
| 9    | Francesco Moser      | Supermercati Brianzoli-Chateaux d'Ax |          |
| 10   | Maurizio Fondriest   | Ecoflam-BFB-Alfa Lum                 |          |